# Драмен
Драмен (норв. Drammen) је значајан град у Норвешкој. Град је у оквиру покрајине Источне Норвешке и седиште и највећи град округа Бускеруд.
Према подацима о броју становника из 2009. године у Драмену живи око 65 хиљада становника, док у општини живи преко 100 хиљада становника.

## Географија
Град Драмен се налази у југоисточном делу Норвешке. Од главног града Осла град је удаљен 45 km југозападно од града.
Рељеф: Драмен се налази на југозападној обали Скандинавског полуострва. Град се развио на дну истоименог Драменског фјорда, у невеликој долини уз море. Изнад града се стрмо издижу планине. Сходно томе, надморска висина града иде од 0 до 200 м надморске висине.
Клима: Клима у Драмену је умерено континентална са утицајем Атлантика и Голфске струје. Њу одликују благе зиме и хладнија лета.
Воде: Драмен се развио као морска лука на у дну омањег Драменског фјорда, залива Скагерака, који је, опет, део Северног мора. Залив није отворен ка мору, већ се ту налази више малих полуострва и острва. Језгро града се образовало на ушћу реке Драменселве.

## Историја
Први трагови насељавања на месту данашњег Драмена јављају се у доба праисторије. Данашње насеље основано је у средњем веку, али није имало већи значај током следећих векова.
Временом су се на обе обале реке образовала два одвојена градића, Брагернес и Стремсе, који су се тек 1811. године ујединили у Драмен.
Током петогодишње окупације Норвешке (1940—45) од стране Трећег рајха Драмен и његово становништво нису значајније страдали.

## Становништво
| Година       |
| Становништво |
| ------------ |

Данас Драмен са предграђима има око 65 хиљада у градским границама, што је 2,5 пута више него пре пола века. Последњих година број становника у граду се повећава по годишњој стопи од 1%.

## Привреда
Градска привреда се традиционално заснива на индустрији. Посебно је позната пивара „Ос“, најстарија данас активна пивара у држави. Последњих година значај трговине, пословања и услуга је све већи.

## Партнерски градови
- Лапенранта
- Örebro Municipality
- Stykkishólmur
- Kolding Municipality
- Колдинг

## Галерија
- Трг уједињења
- Главна градска црква
- Пивара „Ос"
- Градско позориште